# Sternohammus sericeus
Sternohammus sericeus är en skalbaggsart som först beskrevs av Stefan von Breuning 1938.  Sternohammus sericeus ingår i släktet Sternohammus och familjen långhorningar. Inga underarter finns listade i Catalogue of Life.